# Llançagranades automàtic
Un llançagranades automàtic és un llançagranades que dispara en successió ràpida. Són alimentades mitjançant una cinta de granades o carregadors de gran capacitat.
Aquestes armes són sovint muntades en vehicles o helicòpters. L'arma, el seu trípode i les municions són una càrrega pesada, que requereix un petit equip d'homes. El llançagranades Mk 19 pesa 62,5 kg muntat sobre el seu trípode i carregat amb una caixa de municions. El popular Mk19 és capaç de foc indirecte a 2.200 metres, una funció de foc indirecte tradicionalment reservada per a morters. Encara que porta menys explosiu que un morter de 60 mm, això és contrarestat pel seu alt volum de foc.
El calibre més popular per llançagranades automàtics a occident és el 40 mm. La Unió Soviètica va utilitzar amb èxit el AGS-17 de 30 mm durant la Guerra de l'Afganistan, i en 2002, Rússia va introduir un successor, el AGS-30. Les municions pels llançagranades automàtics inclouen granades d'alt poder explosiu, fragmentació, càrrega hueca per atacar vehicles blindats lleugers. També s'han fabricat municions menys letals, com les granades de gas lacrimogen i les granades aturdidores.
Aquestes armes utilitzen diferents mètodes d'operació. En totes aquestes armes, l'energia alliberada pel tret de la primera granada carrega la següent munició en la recambra. El Mk 19 és automàticament recarregat a través del mètode del retrocés, els gasos en expansió empenyen cap enrere el forrellat.
En el mètode per reculada llarga, el forrellat està fix a la recambra i aquesta és empesa cap enrere. Aquestes armes són menys precises, però menys pesades que les accionades per blowback. General Dynamics fabrica un model a reculada llarga, el Mark 47, com ho fa l'empresa espanyola Santa Bàrbara. El LAG-40, fabricat per Santa Bàrbara, té una cadència de tir baixa de 215 trets/minut.